# الجلمة (طولكرم)

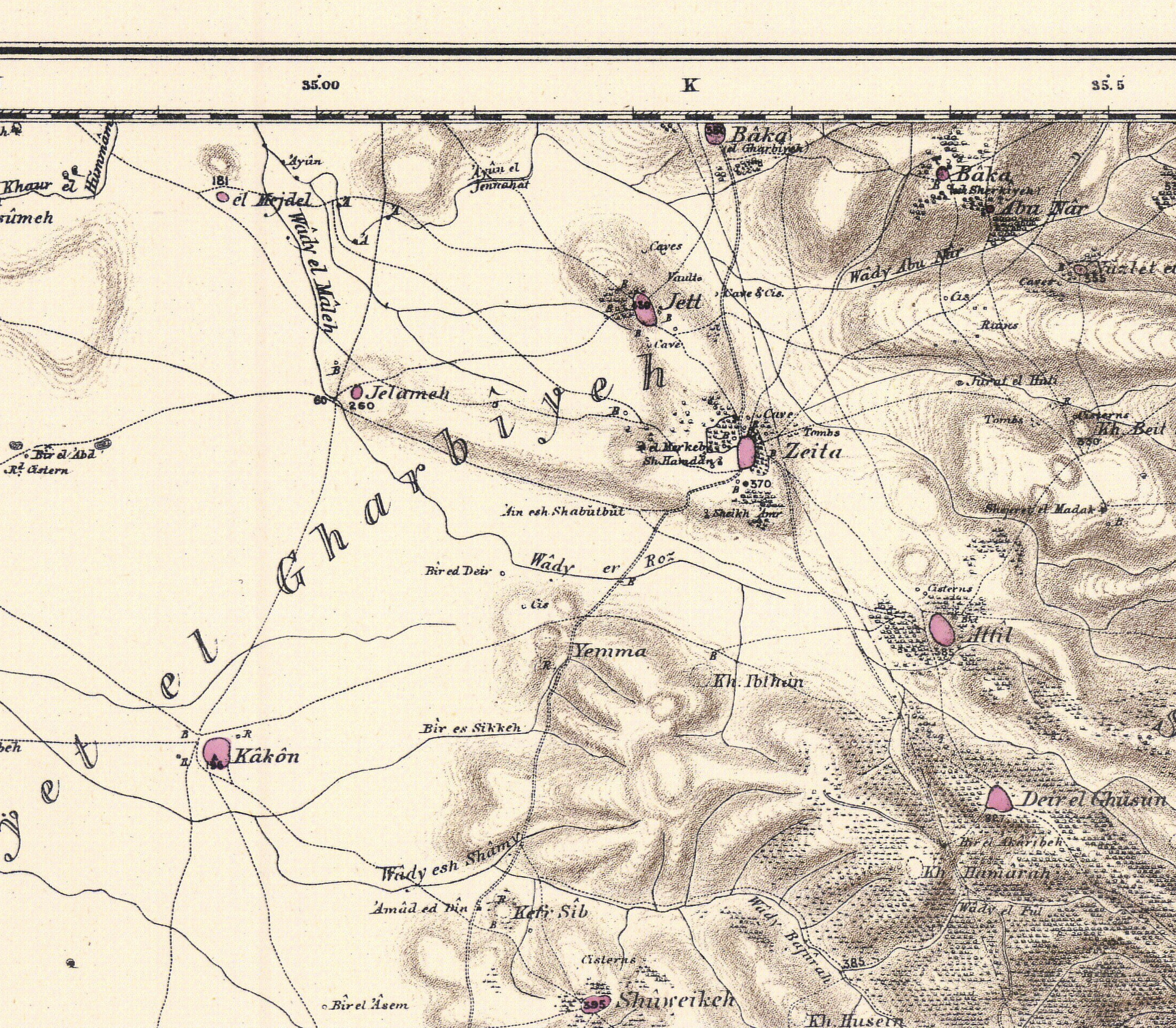
خريطة قديمة للجلمة (طولكرم)

الجلمة قرية فلسطينية مهجرة عام 1948 تقع في قضاء طولكرم.

## حول القرية
تبعد القرية حوالي 8 كم عن مركز طولكرم، ترتفع القرية حوالي 50 متراً عن سطح البحر، وتُشرف من جهة الغرب على منطقة تُعرف برمل زيتا. وكان وادي جلمة يمر بمحاذاة الطرف الجنوبي الغربي للتل الذي تقوم القرية عليه. تبعد الجلمة 3 كم إلى الغرب من طريق طولكرم - حيفا العام الذي كان مرتبطاً بها بواسطة طريق فرعية وكانت تقع على بُعد 1 كم من خط سكة الحديد بين طولكرم وحيفا. وكانت بعض الطرق الترابية تربط الجلمة بالقرى المجاورة.
الجلمة كلمة عربية بمعنى قطعة، وهي مزرعة من مزارع عتيل وتقع على شمالها الغربي وتبعد عنها 6 كيلومتر. كانت القرية تُعرف أيام الصليبيين باسم جيلين. في عام 1265 أقطع الظاهر بيبرس هذه القرية بالتساوي بين الأمراء فخر الدين عثمان بن الملك المغيث، وشمس الدين سلار البغدادي وصارم الدين صراغان. وكان في القرية أساس جدران وبئر ومدافن، وكان يقطن في هذه القرية 29 نفراً عام 1922 ثم زاد حتى صار 70 نسمة في عام 1945.
كانت القرية مبينة فوق موقع أثري وقد استعمل بعض الحجارة الباقية من ذلك الموقع في بناء منازل القرية، وكانت منازلها مبنية في معظمها من الحجارة والطين وإن كان الإسمنت استعمل في بناء بعضها خلال الثلاثينيات والأربعينيات، وكانت هذه البيوت تتجمهر قريبةً من بعضها البعض وسط القرية لكنها كانت تتفرق على الأطراف، وكان سكان الجلمة من المسلمين، ويتزودون المياه للاستخدام المنزلي من بئر تبعُد 500 متر عن القرية على الطرف الشرقي لوادي جلمة، وكانت الحبوب تُزرع في أراضي القرية وكذلك الخضراوات والبطيخ والبرتقال وكان بعض تلك المحاصيل بعلياً وبعضها الآخر يُروى بمياه الآبار.
في فلسطين ستة مواقع تحمل اسم «خربة الجلمة». واحدة في قضاء غزة، وثانية في قضاء حيفا، وجلمة النحف من أعمال عكا، والثلاثة الباقيات يقعن في الديار النابلسية: قرية الجلمة من أعمال جنين، وبقعة ثانية تحمل نفس الاسم وتقع على نحو ميل للجنوب من قرية الطيبة، بالإضافة إلى هذه القرية المذكورة هنا.

## تهجير القرية
تورد بعض المصادر بأن الجلمة تهجرت في 1 آذار/ مارس عام 1948، مع تهجير القاقون وتفيد بعض المصادر بأن القرية كانت آخر من سقط بأيدي اليهود بعد صمود القوات العراقية في البلدة حتى سقطت في أيار مع السهل الساحلي لتل أبيب.

## القرية اليوم
بقيت هناك بعض الحجارة والمصاطب وشجرة تين وأشواك والنباتات البرية والصبار، وعلى بعد أقل من نصف كيلومتر واحد شمال القرية تقع مستوطنة لهافوت حبيبة.

## روابط خارجية
- أهلاً وسهلاً بك إلى الجلمة
- مسح غرب فلسطين، خريطة Wikimedia commons
- الجلمة بمركز خليل السكاكيني الثقافي